# Naktong-gang
Naktong-gang – najdłuższa rzeka Korei Południowej. Źródło znajduje się w górach T'aebaek, uchodzi do Cieśniny Koreańskiej, tworząc żyzną deltę. Długość: 523 km. Powierzchnia dorzecza: 23 800 km². Główne dopływy: Kǔmho-gang, Nam-gang, Yŏng-gang.

洛東江

Główne miasta: Andong, Daegu, Pusan.